# Nicola Pecorini
Nicola Pecorini, né le 10 août 1957 à Milan, est un directeur de la photographie italien.

## Biographie
Il fait ses études à la Scuola di Cinema Televisione e Nuovi Media de Milan. Il commence à travailler comme assistant du photographe Oliviero Toscani en 1976 puis part pour la Suisse où il est caméraman pour la télévision. Il commence à travailler pour le cinéma comme opérateur caméra en 1983 et est le cofondateur, avec Garrett Brown, de la Steadicam Operators Association, Inc. (SOA) en 1988. Il s'installe aux États-Unis en 1993 et, en tant que directeur de la photographie, a fréquemment collaboré avec Terry Gilliam.
Il a remporté en 2000 le prix de la meilleure photographie au Festival international du film de Saint-Sébastien pour Harrison's Flowers et a été nommé en 2010 au prix David di Donatello de la meilleure photographie pour La prima cosa bella.
Il est marié à l'actrice britannique Caroline Goodall, avec qui il a eu deux enfants. Il est borgne à la suite d'un cancer rétinien.

## Filmographie
- 1998 : Las Vegas Parano, de Terry Gilliam
- 2000 : L'Enfer du devoir, de William Friedkin
- 2000 : Harrison's Flowers, d'Élie Chouraqui
- 2000 : L'Homme qui tua Don Quichotte, de Terry Gilliam (inachevé)
- 2003 : Le Purificateur, de Brian Helgeland
- 2005 : Tideland, de Terry Gilliam
- 2008 : Tutta la vita davanti, de Paolo Virzi
- 2009 : L'Imaginarium du docteur Parnassus, de Terry Gilliam
- 2010 : La prima cosa bella, de Paolo Virzì
- 2011 : Ra.One, d'Anubhav Sinha
- 2013 : Le Théorème Zéro (The Zero Theorem), de Terry Gilliam
- 2014 : L'Incomprise, d'Asia Argento
- 2018 : L'Homme qui tua Don Quichotte (The Man Who Killed Don Quixote), de Terry Gilliam
- 2024 : Modi de Johnny Depp